# 特讷伊
特讷伊（法語：Theneuil，法語發音：[tənœj]）是法国安德尔-卢瓦尔省的一个市镇，位于该省南部偏西，属于希农区。

## 地理
特讷伊（47°5'50"N, 0°26'19"E）面积9.8 平方千米，位于法国中央-卢瓦尔河谷大区安德尔-卢瓦尔省，该省份为法国中西部省份，北起萨尔特省、东北接卢瓦-谢尔省，东南接安德尔省，南至维埃纳省，西临曼恩-卢瓦尔省。
与特讷伊接壤的市镇（或旧市镇、城区）包括：克鲁济耶、布里宰、舍泽勒、利勒布沙尔、维埃纳河畔帕尔赛、拉图尔圣热兰。

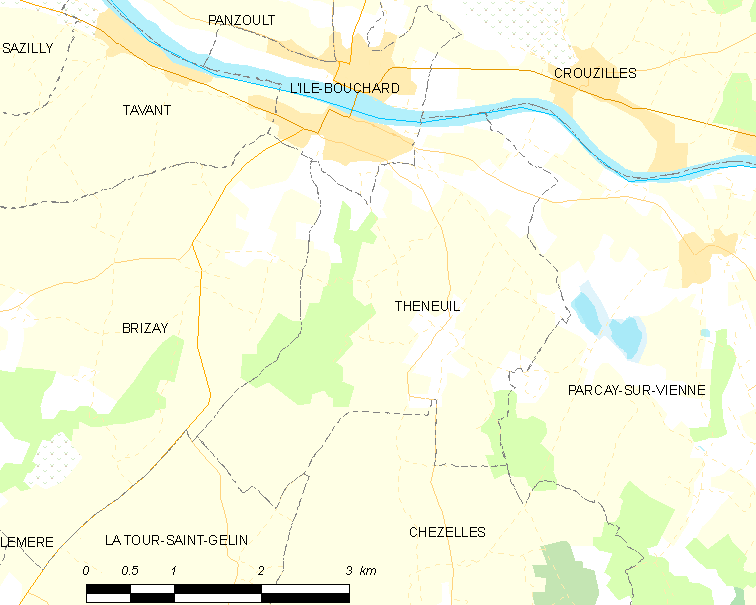
特讷伊的OSM定位图

特讷伊的时区为UTC+01:00、UTC+02:00（夏令时）。

## 行政
特讷伊的邮政编码为37220，INSEE市镇编码为37256。

## 政治
特讷伊所属的省级选区为图赖讷地区圣莫尔县。

## 人口

1962-2008年间特讷伊人口变化图示

特讷伊于2022年1月1日时的人口数量为289人。